# Simone Perrotta
Simone Perrotta (ur. 17 września 1977 w Ashton-under-Lyne w Wielkiej Brytanii) – włoski piłkarz, grający na pozycji pomocnika. W reprezentacji Włoch rozegrał 48 meczów. Wystąpił na Euro 2004 i 2008 oraz Mistrzostwach Świata 2006.

## Kariera klubowa
Simone rozpoczął swoją karierę w zespole Reggina Calcio. W Serie B zadebiutował w roku 1995 mając 18 lat, bardzo szybko stał się jednym z ważniejszych graczy linii pomocy zespołu z Reggio di Calabria. Po trzech sezonach utalentowanego defensywnego pomocnika wykupił zespół Juventusu. W Serie A zadebiutował 8 listopada 1998, w meczu Udinese Calcio-Juventus F.C. 2-2. W roku 1999 został wypożyczony do drużyny AS Bari. Podczas dwuletniego pobytu w Bari, Perrotta rozegrał 56 spotkań i strzelił 1 bramkę. W sezonie 2001/02 został kupiony przez drużynę Chievo Werona, w której spędził trzy sezony i był kluczowym zawodnikiem linii pomocy. Dobre występy zapewniły mu transfer do drużyny AS Roma, w której regularnie występował na pozycji ofensywnego środkowego pomocnika. Wraz z zakończeniem sezonu 2012/2013 zdecydował się zakończyć piłkarską karierę.
| Sezon             | Klub              | Kraj              | Rozgrywki         | Mecze | Bramki |
| ----------------- | ----------------- | ----------------- | ----------------- | ----- | ------ |
| 1995/96           | Reggina Calcio    | Włochy            | Serie B           | 22    | 0      |
| 1996/97           | Reggina Calcio    | Włochy            | Serie B           | 29    | 0      |
| 1997/98           | Reggina Calcio    | Włochy            | Serie B           | 26    | 1      |
| Łącznie w Serie B | Łącznie w Serie B | Łącznie w Serie B | Łącznie w Serie B | 77    | 1      |
| 1998/99           | Juventus F.C.     | Włochy            | Serie A           | 5     | 0      |
| 1999/00           | AS Bari           | Włochy            | Serie A           | 31    | 1      |
| 2000/01           | AS Bari           | Włochy            | Serie A           | 25    | 0      |
| 2001/02           | Chievo Verona     | Włochy            | Serie A           | 32    | 4      |
| 2002/03           | Chievo Verona     | Włochy            | Serie A           | 32    | 1      |
| 2003/04           | Chievo Verona     | Włochy            | Serie A           | 31    | 1      |
| 2004/05           | AS Roma           | Włochy            | Serie A           | 30    | 3      |
| 2005/06           | AS Roma           | Włochy            | Serie A           | 35    | 5      |
| 2006/07           | AS Roma           | Włochy            | Serie A           | 34    | 8      |
| 2007/08           | AS Roma           | Włochy            | Serie A           | 29    | 5      |
| 2008/09           | AS Roma           | Włochy            | Serie A           | ?     | ?      |
| 2009/10           | AS Roma           | Włochy            | Serie A           | ?     | ?      |
| 2010/11           | AS Roma           | Włochy            | Serie A           | ?     | ?      |
| 2011/12           | AS Roma           | Włochy            | Serie A           | ?     | ?      |
| 2012/13           | AS Roma           | Włochy            | Serie A           | ?     | ?      |
| Łącznie w Serie A | Łącznie w Serie A | Łącznie w Serie A | Łącznie w Serie A | 255+  | 23+    |